# Osvaldo Alfredo Reig
Osvaldo Alfredo Reig (Buenos Aires, 14 de agosto de 1929 – La Plata, 13 de março de 1992) foi um biólogo e paleontólogo argentino.
Realizou numerosas contribuições no campo da paleontologia, biologia evolutiva dos vertebrados, sistemática e biogeografia histórica dos mamíferos.